# Mistrovství Československa v orientačním běhu 1985
Mistrovství Československé socialistické republiky v orientačním běhu proběhlo v roce 1985 ve dvou individuálních a jedné týmové disciplíně.

## Mistrovství ČSSR jednotlivců (klasická trať)
| Datum závodu   | 21. 9. 1985    |  | Místo konání    | Borinka     |  | Pořadatel       | TJ Rapid Bratislava |
| Ředitel závodu | Dušan Formanko |  | Hlavní rozhodčí | Peter Sláma |  | Stavitelé tratí | Milan Petrinec      |
| Název mapy     | Stánisko       |  | Web závodu      |             |  | Výsledky závodu |                     |

| Zkrácené výsledky             | Zkrácené výsledky        | Zkrácené výsledky                        | Zkrácené výsledky       | Zkrácené výsledky       | Zkrácené výsledky | Zkrácené výsledky          | Zkrácené výsledky                     | Zkrácené výsledky       | Zkrácené výsledky       |
| Pořadí                        | H21 – muži               | H21 – muži                               | H21 – muži              | H21 – muži              | Pořadí            | D21 – ženy                 | D21 – ženy                            | D21 – ženy              | D21 – ženy              |
| ----------------------------- | ------------------------ | ---------------------------------------- | ----------------------- | ----------------------- | ----------------- | -------------------------- | ------------------------------------- | ----------------------- | ----------------------- |
| Zlatá medaile                 | Juraj Petrinec           | Akademický ŠK Prírodovedec Bratislava    | 1:32:40                 |                         | Zlatá medaile     | Olga Tišerová              | TJ Jičín                              | 1:08:43                 |                         |
| Stříbrná medaile              | Jaroslav Kačmarčík       | TJ TŽ Třinec                             | 1:33:09                 | +0:29                   | Stříbrná medaile  | Eva Bártová                | TJ Jičín                              | 1:09:59                 | +1:16                   |
| Bronzová medaile              | Karol Hierweg            | TJ Slávia Farmaceut Bratislava           | 1:33:11                 | +0:31                   | Bronzová medaile  | Ada Kuchařová              | KOS TJ Tesla Brno                     | 1:11:49                 | +3:06                   |
| 4                             | Jaroslav Hubáček         | VŠZ Brno                                 | 1:33:19                 | +0:39                   | 4                 | Iva Kalibánová             | OK Lokomotiva Pardubice               | 1:14:41                 | +5:58                   |
| 5                             | Jaromír Šrámek           | Lokomotiva Šumperk                       | 1:34:56                 | +2:16                   | 5                 | Věra Krajčová              | VŠZ Brno                              | 1:15:42                 | +6:59                   |
| 6                             | Josef Hubáček            | VŠZ Brno                                 | 1:35:06                 | +2:26                   | 5                 | Mária Nagyová              | Akademický ŠK Prírodovedec Bratislava | 1:15:42                 | +6:59                   |
| 7                             | Jiří Hlaváč              | VŠZ Brno                                 | 1:35:08                 | +2:28                   | 7                 | Magda Horová               | USK Praha                             | 1:16:14                 | +7:31                   |
| 8                             | Jaroslav Hořínek         | USK Praha                                | 1:35:09                 | +2:29                   | 8                 | Jana Smutná                | OK 99 Hradec Králové                  | 1:18:11                 | +9:28                   |
| 9                             | Tomáš Lejsek             | USK Praha                                | 1:35:53                 | +3:13                   | 9                 | Paulína Májová             | KOBRA Bratislava                      | 1:19:35                 | +10:52                  |
| 10                            | Petr Henych Pavel Brlica | VSK ČVUT Fakulta Stavební Praha VŠZ Brno | 1:36:00                 | +3:20                   | 10                | Pavlína Lejsková-Bacílková | USK Praha                             | 1:20:08                 | +11:25                  |
| Pořadí                        | H19 – junioři            | H19 – junioři                            | H19 – junioři           | H19 – junioři           | Pořadí            | D19 – juniorky             | D19 – juniorky                        | D19 – juniorky          | D19 – juniorky          |
| Zlatá medaile                 | Petr Višňa               | VŠZ Brno                                 | 1:22:12                 |                         | Zlatá medaile     | Petra Wágnerová            | TJ Opava                              | 1:18:22                 |                         |
| Stříbrná medaile              | Peter Barcík             | Akademik TU Košice                       | 1:23:01                 | +0:49                   | Stříbrná medaile  | Dagmar Coufalíková         | VŠZ Brno                              | 1:20:37                 | +2:15                   |
| Bronzová medaile              | Václav Řápek             | USK Praha                                | 1:23:56                 | +1:44                   | Bronzová medaile  | Alena Mikešová             | OK Jiskra Nový Bor                    | 1:22:50                 | +4:28                   |
| Pořadí                        | H17 – starší dorostenci  | H17 – starší dorostenci                  | H17 – starší dorostenci | H17 – starší dorostenci | Pořadí            | D17 – starší dorostenky    | D17 – starší dorostenky               | D17 – starší dorostenky | D17 – starší dorostenky |
| Zlatá medaile                 | Tomáš Cihlář             | TJ Lokomotiva Chomutov                   | 1:13:03                 |                         | Zlatá medaile     | Lucie Komancová            | Rudá hvězda Hradec Králové            | 48:14                   |                         |
| Stříbrná medaile              | Petr Utinek              | OK Jiskra Nový Bor                       | 1:13:07                 | +0:04                   | Stříbrná medaile  | Naďa Kunstová              | Rudá hvězda Hradec Králové            | 51:41                   | +3:27                   |
| Bronzová medaile              | Martin Škvor             | SK Praga                                 | 1:17:39                 | +4:36                   | Bronzová medaile  | Hana Třísková              | KOB ZPV Prostějov                     | 56:09                   | +7:55                   |
| Pořadí                        | H15 – mladší dorostenci  | H15 – mladší dorostenci                  | H15 – mladší dorostenci | H15 – mladší dorostenci | Pořadí            | D15 – mladší dorostenky    | D15 – mladší dorostenky               | D15 – mladší dorostenky | D15 – mladší dorostenky |
| Zlatá medaile                 | Martin Sadílek           | TJ Gottwaldov                            | 52:28                   |                         | Zlatá medaile     | Dagmar Abelová             | OK Jiskra Nový Bor                    | 46:59                   |                         |
| Stříbrná medaile              | Milan Bílý               | OOB TJ Lokomotiva Teplice                | 56:43                   | +4:15                   | Stříbrná medaile  | Hana Čižmářová             | TJ Gottwaldov                         | 54:25                   | +7:26                   |
| Bronzová medaile              | Libor Kaminski           | TJ TŽ Třinec                             | 57:22                   | +4:54                   | Bronzová medaile  | Iveta Liberdová            | TJ TŽ Třinec                          | 56:11                   | +9:12                   |
| << předchozí • následující >> |                          |                                          |                         |                         |                   |                            |                                       |                         |                         |

Souhrnné informace naleznete v článku Mistrovství Československa v orientačním běhu na klasické trati.

## Mistrovství ČSSR štafet
| Datum závodu   | 22. 9. 1985    |  | Místo konání    | Bratislava-Lamač |  | Pořadatel       | TJ Rapid Bratislava |
| Ředitel závodu | Dušan Formanko |  | Hlavní rozhodčí | Peter Sláma      |  | Stavitelé tratí | Ján Štubňa          |
| Název mapy     | Kačín          |  | Web závodu      |                  |  | Výsledky závodu |                     |

Závod štafet byl z důvodu chybného kódu na jedné kontrole zrušen jako Mistrovství ČSSR.
| Zkrácené výsledky             | Zkrácené výsledky                                       | Zkrácené výsledky | Zkrácené výsledky | Zkrácené výsledky | Zkrácené výsledky                                                    | Zkrácené výsledky | Zkrácené výsledky | Zkrácené výsledky | Zkrácené výsledky |
| Pořadí                        | H21 – muži                                              | H21 – muži        | H21 – muži        | Pořadí            | D21 – ženy                                                           | D21 – ženy        | D21 – ženy        |                   |                   |
| ----------------------------- | ------------------------------------------------------- | ----------------- | ----------------- | ----------------- | -------------------------------------------------------------------- | ----------------- | ----------------- | ----------------- | ----------------- |
|                               |                                                         |                   |                   | Zlatá medaile     | VSK VŠB TU Ostrava Irena Pojezdná Jana Faitová Iveta Hanslíková      | 2:53:37           |                   |                   |                   |
|                               |                                                         |                   |                   | Stříbrná medaile  | USK Praha Ivana Lacigová Magda Horová Pavlína Bacílková              | 2:55:49           | +2:12             |                   |                   |
|                               |                                                         |                   |                   | Bronzová medaile  | KOB ZPV Prostějov Petra Ondráčková Hana Třísková Jana Ondráčková     | 2:56:07           | +2:30             |                   |                   |
|                               |                                                         |                   |                   | 4                 | VŠZ Brno Věra Krajčová Jindra Kuderová Dagmar Coufalíková            | 3:02:45           | +9:08             |                   |                   |
|                               |                                                         |                   |                   | 5                 | VŠZ Brno Lenka Kulinová Dana Faitová Petra Váňová                    | 3:03:31           | +9:54             |                   |                   |
| Pořadí                        | H18 – dorostenci                                        | H18 – dorostenci  | H18 – dorostenci  | Pořadí            | D18 – dorostenky                                                     | D18 – dorostenky  | D18 – dorostenky  |                   |                   |
| Zlatá medaile                 | OK Jiskra Nový Bor Ivo Beránek Pavel Třísko Petr Utinek | 2:50:17           |                   | Zlatá medaile     | Rudá hvězda Hradec Králové Soňa Rychlá Naďa Kunstová Lucie Komancová | 1:57:18           |                   |                   |                   |
| Stříbrná medaile              | TJ Gottwaldov Tomáš Dujka Martin Sadílek Tomáš Podmolík | 2:50:34           | +0:17             | Stříbrná medaile  | OK Jiskra Nový Bor Andrea Zbodáková Radka Andresová Dagmar Abelová   | 2:05:53           | +8:35             |                   |                   |
| Bronzová medaile              | TJ Opava Alexandr Toloch Alexandr Mařák Lumír Urbánek   | 2:51:47           | +1:30             | Bronzová medaile  | TJ TŽ Třinec Iveta Liberdová Diana Cieslarová Mária Honzová          | 2:06:22           | +9:04             |                   |                   |
| << předchozí • následující >> |                                                         |                   |                   |                   |                                                                      |                   |                   |                   |                   |

Souhrnné informace naleznete v článku Mistrovství Československa v orientačním běhu štafet.

## Mistrovství ČSSR na dlouhé trati
| Datum závodu   | 5. 10. 1985  |  | Místo konání    | Zvánovice     |  | Pořadatel       | USK Praha |
| Ředitel závodu | Josef Dohnal |  | Hlavní rozhodčí | Josef Borůvka |  | Stavitelé tratí | Petr Uher |
| Název mapy     | Rybníky      |  | Web závodu      |               |  | Výsledky závodu |           |

| Zkrácené výsledky             | Zkrácené výsledky       | Zkrácené výsledky              | Zkrácené výsledky       | Zkrácené výsledky       | Zkrácené výsledky | Zkrácené výsledky       | Zkrácené výsledky          | Zkrácené výsledky       | Zkrácené výsledky       |
| Pořadí                        | H21 – muži              | H21 – muži                     | H21 – muži              | H21 – muži              | Pořadí            | D21 – ženy              | D21 – ženy                 | D21 – ženy              | D21 – ženy              |
| ----------------------------- | ----------------------- | ------------------------------ | ----------------------- | ----------------------- | ----------------- | ----------------------- | -------------------------- | ----------------------- | ----------------------- |
| Zlatá medaile                 | Jaroslav Kačmarčík      | TJ TŽ Třinec                   | 2:31:04                 |                         | Zlatá medaile     | Ada Kuchařová           | KOS TJ Tesla Brno          | 1:49:35                 |                         |
| Stříbrná medaile              | Karol Hierweg           | TJ Slávia Farmaceut Bratislava | 2:32:55                 | +1:51                   | Stříbrná medaile  | Eva Bártová             | TJ Jičín                   | 1:55:07                 | +5:32                   |
| Bronzová medaile              | Karel Hovořák           | VŠZ Brno                       | 2:37:30                 | +6:26                   | Bronzová medaile  | Iva Kalibánová          | OK Lokomotiva Pardubice    | 2:05:08                 | +15:33                  |
| 4                             | Jiří Hlaváč             | VŠZ Brno                       | 2:39:14                 | +8:10                   | 4                 | Iva Slaninová           | OK 99 Hradec Králové       | 2:06:37                 | +17:02                  |
| 5                             | Vlastimil Uchytil       | VSK VŠB TU Ostrava             | 2:41:43                 | +10:39                  | 5                 | Olga Tišerová           | TJ Jičín                   | 2:07:42                 | +18:07                  |
| 6                             | Pavel Brlica            | VŠZ Brno                       | 2:41:48                 | +10:44                  | 6                 | Věra Krajčová           | VŠZ Brno                   | 2:10:21                 | +20:46                  |
| 7                             | Vlastimil Šebesta       | VŠZ Brno                       | 2:42:11                 | +11:07                  | 7                 | Jana Smutná             | OK 99 Hradec Králové       | 2:19:46                 | +30:11                  |
| 8                             | Jozef Pollák            | Akademik TU Košice             | 2:42:37                 | +11:33                  | 8                 | Irena Pojezdná          | VSK VŠB TU Ostrava         | 2:21:58                 | +32:23                  |
| 9                             | Josef Hubáček           | VŠZ Brno                       | 2:42:56                 | +11:52                  | 9                 | Anna Gavendová          | TJ TŽ Třinec               | 2:22:31                 | +32:56                  |
| 10                            | Aleš Macháček           | USK Praha                      | 2:43:19                 | +12:15                  | 10                | Lenka Kulinová          | VŠZ Brno                   | 2:22:49                 | +33:14                  |
| Pořadí                        | H19 – junioři           | H19 – junioři                  | H19 – junioři           | H19 – junioři           | Pořadí            | D19 – juniorky          | D19 – juniorky             | D19 – juniorky          | D19 – juniorky          |
| Zlatá medaile                 | Roman Horký             | USK Praha                      | 1:47:33                 |                         | Zlatá medaile     | Petra Wágnerová         | TJ Opava                   | 2:03:57                 |                         |
| Stříbrná medaile              | Miroslav Hadač          | VSK VŠB TU Ostrava             | 1:51:28                 | +3:55                   | Stříbrná medaile  | Hana Přibylová          | OK Roztoky                 | 2:08:57                 | +5:00                   |
| Bronzová medaile              | Petr Višňa              | VŠZ Brno                       | 1:52:17                 | +4:44                   | Bronzová medaile  | Jana Ondráčková         | KOB ZPV Prostějov          | 2:12:43                 | +8:46                   |
| Pořadí                        | H17 – starší dorostenci | H17 – starší dorostenci        | H17 – starší dorostenci | H17 – starší dorostenci | Pořadí            | D17 – starší dorostenky | D17 – starší dorostenky    | D17 – starší dorostenky | D17 – starší dorostenky |
| Zlatá medaile                 | Petr Utinek             | OK Jiskra Nový Bor             | 1:22:06                 |                         | Zlatá medaile     | Lucie Komancová         | Rudá hvězda Hradec Králové | 1:17:37                 |                         |
| Stříbrná medaile              | Lumír Urbánek           | TJ Opava                       | 1:27:57                 | +5:51                   | Stříbrná medaile  | Naďa Kunstová           | Rudá hvězda Hradec Králové | 1:21:34                 | +3:57                   |
| Bronzová medaile              | Jan Bláha               | SK Praga                       | 1:33:41                 | +11:35                  | Bronzová medaile  | Marcela Klapalová       | SOOB Spartak Rychnov n.Kn. | 1:27:33                 | +9:56                   |
| << předchozí • následující >> |                         |                                |                         |                         |                   |                         |                            |                         |                         |

Souhrnné informace naleznete v článku Mistrovství Československa na dlouhé trati.